# Papež Urban VI.
Urban VI., rojen kot  Bartolomeo Prignano  je bil katoliški papež; * 1318 Neapelj (Neapeljsko kraljestvo, danes: Italija); † 15. oktober 1389, Rim (Italija, Papeška država – danes Vatikan).

## Življenjepis

### Mladost
Bartolomeo Prignano se je rodil v Neaplju  v Neapeljskem kraljestvu 1318. Menijo, da njegov oče Nikolaj (Nicolò) izhaja iz Pise, od koder se je umaknil iz političnih nagibov in je pripadal trgovsko-obrtniškemu razredu; mati Marjeta (Margherita) Brancaccio pa je pripadala plemiški neapeljski rodovini. Po nekaterih poročilih je treba iskati njegov rojstni kraj bolj na vzhodu; ob izvolitvi za papeža naj bi imel 60 let in naj bi začel cerkveno kariero na papeškem dvoru v Avignonu. 

Drži vsekakor, da je bil Bartolomej Prignano deležen odlične izobrafzbe, kar mu je omogočilo napredovanje v cerkveni karieri. Študiral je kanonsko pravo na Neapeljski univerzi in njegova pravna podkovanost mu je omogočila visoke službe ne le znotraj Cerkve, ampak tudi na sami Neapeljski univerzi. Kot doktor kanonskega prava je 1360 Bartolomej prevzel službo univerzitetnega rektorja. Kot nečak Inocenca VI. je postal papežev vice-kancler; kot diakon in kanonik v neapeljski stolnici pa je istega leta 1360 postal generalni vikar nadškofa Bertranda ter sprejel več nadarbin v Neaplju in okolici. 22. marca 1363 ga je Urban V. imenoval za nadškofa v Acerenzi v Neapeljskem kraljestvu; 14. aprila 1377 pa ga je Gregor XI. imenoval za barijskega nadškofa. To so bili zgolj naslovi s pripadajočimi nadarbinami; ko se je namreč naselil v Avignonu, je ostal tam do Gregorjevi vrnitvi v Rim 1377, kjer mu je zaupal vodstvo papeške pisarne, s tem da je vicekancler Pietro di Pamplona ostal v Avignonu; nadškof je opravljal to nalogo na odličen način. 

### Papež
Gregor XI. je slutil bližino smrti in predvideval nerede, ki bodo lahko sledili zaradi italijanskega nacionalizma v Rimu, republikanske protipapeške in protifrancoske usmerjenosti ljudstva ter nesloge v kardinalskem zboru, ki ga je sestavljala francoska večina; zato je z bulo Periculis et detrimentis z dne 19. marca 1378 samo za ta primer določil glede papeških volitev, da naj jih kardinali izvedejo le z navadno večino. Po njegovi smrti – kjerkoli ga bo doletela – naj tam navzoči kardinali takoj izvolijo njegovega naslednika ne čakajoč ostalih. Na smrtni postelji je še rotil kardinale, naj bodo složni in enotni. Papež Gregor je torej umrl v Rimu v noči med 26. in 27. marcem 1378. 

Kardinali, ki so se po 75 letih spet zbrali na konklave v Rimu, so se znašli v zelo neprijetnem položaju. Začeli so volitve, ne da bi čakali prihod kardinalov iz Avignona. Od zbora, v katerem so imeli večino Francozi, je nahujskana nacionalistično nastrojena množica zahtevala, da za novega papeža izbere človeka po njihovem okusu: 
Romano, Romano, lo vogliamo, o almeno italiano!

Hočemo Rimljana, Rimljana, ali vsaj Italijana!
Preden so kardinali odšli volit 7. aprila, jim je rimska republikanska oblast zagrozila, da jim ne morejo jamčiti varnosti, če ne bodo izvolili kardinala italijanske narodnosti, saj nimajo zadosti varnostnikov. Drhal je celo noč zvonila z zvonovi Bazilike sv. Petra, glasno razgrajala ter celo z orožjem grozeč vdrla v konklave. Navzočih je bilo 16 kardinalov od 23, od teh 11 Francozov, 4 Italijani in en Španec. Zaradi takega nezaslišanega pritiska se je kardinalski zbor hitro odločil kljub prejšnjemu nagibanju k francoskemu kandidatu že 8. aprila za Bartolomeja Prignana, ki sicer ni bil ne kardinal in ne Rimljan, ampak je bil vsaj Italijan. Izvolitve pa si niso upali razglasiti, ker ni bil navzoč in niso vedeli, ali bo izvolitev sprejel, pa tudi ni bil Rimljan. Ker je drhal vdrla v konklave, je nekdo ogrnil s papeškim plaščem starega in priljubljenega kardinala Tebaldeschija, ki je bil Rimljan – in s tem pomiril razdraženo množico. Kardinali so se ta čas lahko umaknili na varno v Angelski grad ali v svoje palače po Rimu. 

Umeščen in kronan kot Urban VI. je bil na veliko noč, 18. aprila 1378, ko so mu izrazili vdanost vsi kardinali. To je bil zadnji papež, ki ni bil član kardinalskega zbora. Kmalu pa je hudo razočaral ne le svoje nasprotnike, ampak tudi svoje privržence, volivce in prijatelje. Bil je sicer strog do sebe in je imel velike darove – nosil je tudi spokorni pas; vendar se je začel obnašati, ko da mu je čast stopila v glavo: postal je pikolovsko natančen, živčen in brezobziren ter sumničav do ljudi, pa tudi do svojih sodelavcev in kardinalov. Skozi enajst let je vladal diktatorsko in se je z nasilnimi, grobimi in nepremišljenimi potezami ter čustvenimi izbruhi zameril tako kuriji kot vladarjem. 
 

### Zahodni razkol
Vse je kazalo, da se bodo razmere umirile, ko so asprotovanja med njim in kardinali prerasla v upor. Vsi francoski kardinali, ki so se jim kasneje pridružili tudi trije italijanski, so odšli iz Rima pod pretvezo, češ da njihovemu zdravju škoduje »puščavski in nezdravi Rim, ter da bi mogli zadihati veselje mesta na Roni«. Ko so prišli v Anagni, so vsemu krščanskemu svetu poslali sporočilo: zaradi oboroženega nasilja rimske sodrge se kardinali v konklavu niso mogli svobodno odločati, zato razglašajo izvolitev Urbana VI. za neveljavno. Poleg tega so kardinali zatrdili, da Urban zaradi duševnih motenj ni sposoben za najvišjo službo v Cerkvi; če namreč papež ni prišteven, po cerkvenem pravu ne more več opravljati svoje službe. 

20. septembra 1378 so v Fondiju na ozemlju Neapeljskega kraljestva izvolili drugega »zakonitega« papeža, ženevskega kardinala Roberta, ki si je izbral ime Klemen VII.. Tudi nekateri italijanski kardinali, ki pri volitvah niso sodelovali, so ga priznali za papeža. Kljub pomirjevalnim pobudam sv. Katarine Sienske se je Urban VI. odzval neobvladano: imenoval je 29 kardinalov različnih narodnosti in s pomočjo najemnika Alberika Barbianskega 
29. aprila 1379 porazil pri Marinu Klemenovo vojsko. Klemen VII. se je takoj odpravil v Avignon, kjer si je uredil svoj papeški sedež – in tako je prišlo do zahodnega razkola, ki je trajal skoraj štiri desetletja. Francija, Neapelj, Savoja, Španija in Portugalska, kakor tudi Sicilija in Škotska, so priznavali Klemena; Sveto rimsko cesarstvo, srednja Italija, Anglija, Ogrska, Skandinavija, Poljska in druge slovanske dežele pa so priznavali Urbana. To nenaravno stanje je trajalo skoraj štiri desetletja (1378-1417) in prizadejalo ugledu papeštva nepopravljivo škodo. Dvojni papeški dvor je terjal nove dajatve in tudi podelitve nadarbin so postale podvržene podkupovanju. 
Razkol je v krščanstvo vnesel nepopisno zmedo; nihče ni vedel, kdo je pravi papež in končalo se je z medsebojnim izobčenjem, da je bilo tako rekoč celo krščanstvo izobčeno. Tudi veliki ljudje tistega časa so se različno odločali: npr. sv. Katarina Sienska (1347-1380) in sv. Katarina Švedska (1331-1381) sta zagovarjali Urbana, medtem ko so smatrali za zakonitega papeža Klemena sv. Vincenc Fererski (1350-1419), bl. Peter Luksemburški (1369-1387) in sv. Koleta  (1381-1447).
Med seboj so bili razdeljeni narodi in škofije. Nekateri redovi so imeli dva vrhovna predstojnika, enega pod rimskim, drugega pod avignonskim papežem. Kakor tega vprašanja niso mogli razrešiti sodobniki, tako ga vse do danes niso mogli razjasniti ne pravniki ne zgodovinarji; mnogi od njih so postavljali pod vprašaj veljavnost papeških volitev pod takim nasiljem in pritiskom. Današnji uradni seznam navaja med zakonitimi papeži Urbana VI. in njegove naslednike, Klemena VII. in njegovega naslednika Benedikta XIII. pa med protipapeže. O rimski papeški veji ne vemo veliko, ker jim še ni uspelo urediti finančnega in arhivskega sistema, medtem ko je avinjonska veja imela sedemdesetletno do podrobnosti izdelano izročilo. 

Urban VI. je takoj po nastopu razkola na hitro imenoval 29 kardinalov, vendar je v takih okoliščinah sprejelo to čast le 22 kardinalov, med katerimi je bilo 20 Italijanov in le 2 Francoza. Sicer pa je njegov pontifikat potekal v znamenju stalnih sporov z neapeljsko kraljico Ivano in s kardinali, ki so težko prenašali njegove nerazsodne nastope. Šest kardinalov in oglejskega škofa, ki so mu bili prej zvesti, vendar so se mu zaradi njegovih nespametnih potez postavili po robu, se mu izneverili in ga hoteli postaviti pod varstvo, je dal razlastiti, zapreti, mučiti in usmrtiti, češ da so zoper njega kovali zaroto. Ta surovost in sadizem je še pet drugih kardinalov nagnila, da so prešli na stran papeža Klemena. Ko so nemški knezi zahtevali njegov odstop zaradi nesposobnosti za vzvišeno službo, je odgovoril z napovedjo križarske vojne zoper avinjonskega protipapeža. 

### Dela
- »Documenta Catholica Omnia« (v latinščini). Pridobljeno 6. decembra 2011.
- Izdal je nove predpise za obhajanje svetega leta, ki naj se obhaja odslej vsakih 33 let; med jubilarne cerkve je dodal tudi Baziliko Marije Snežne.
- Frančiškanski praznik Obiskanje Device Marije je raztegnil na vso Cerkev.
- V Nemčiji je potrdil univerze v Kölnu, Erfurtu in Heidelbergu.

### Papež Urban in Slovenci
6. marca 1382 je Urban VI. ukazal kostanjeviškemu opatu, naj poskrbi, da bo stiška opatija prišla do vseh tistih posesti in dohodkov, ki so jih opatje razdelili laikom in klerikom.

## Smrt in spomin
Papež Urban VI. je obdolžil kraljico Ivano herezije in razkola ter jo odstavil - pozneje je bila umorjena, - in na njeno mesto postavil za naslednika Karla III. Neapeljskega, ki je nosil tudi ogrsko-hrvaško krono pod imenom Karel II. Drački. S svojo nerazsodnostjo pa si je papež nakopal njegovo smrtno sovraštvo in se je moral bežeč pred zaroto seliti iz kraja v kraj. V Rim je lahko vstopil šele septembra 1388 - ko so tudi Karla umorili. 

Takrat je napovedal sveto leto 1390, ki ga pa ni dočakal. Umrl je v Rimu 15. oktobra 1389, verjetno zastrupljen. 

Pokopan je v Baziliki svetega Petra.

### Odlikovanja
Papež Grego XI. je prejel odlikovanje Vrhovnega Kristusovega reda in je s tem postal veliki mojster vrhovnega Kristusovega reda.